# Princeton (Kentucky)
Princeton – miasto w Stanach Zjednoczonych, w stanie Kentucky, siedziba administracyjna hrabstwa Caldwell.